# بازار روسی، عشق‌آباد

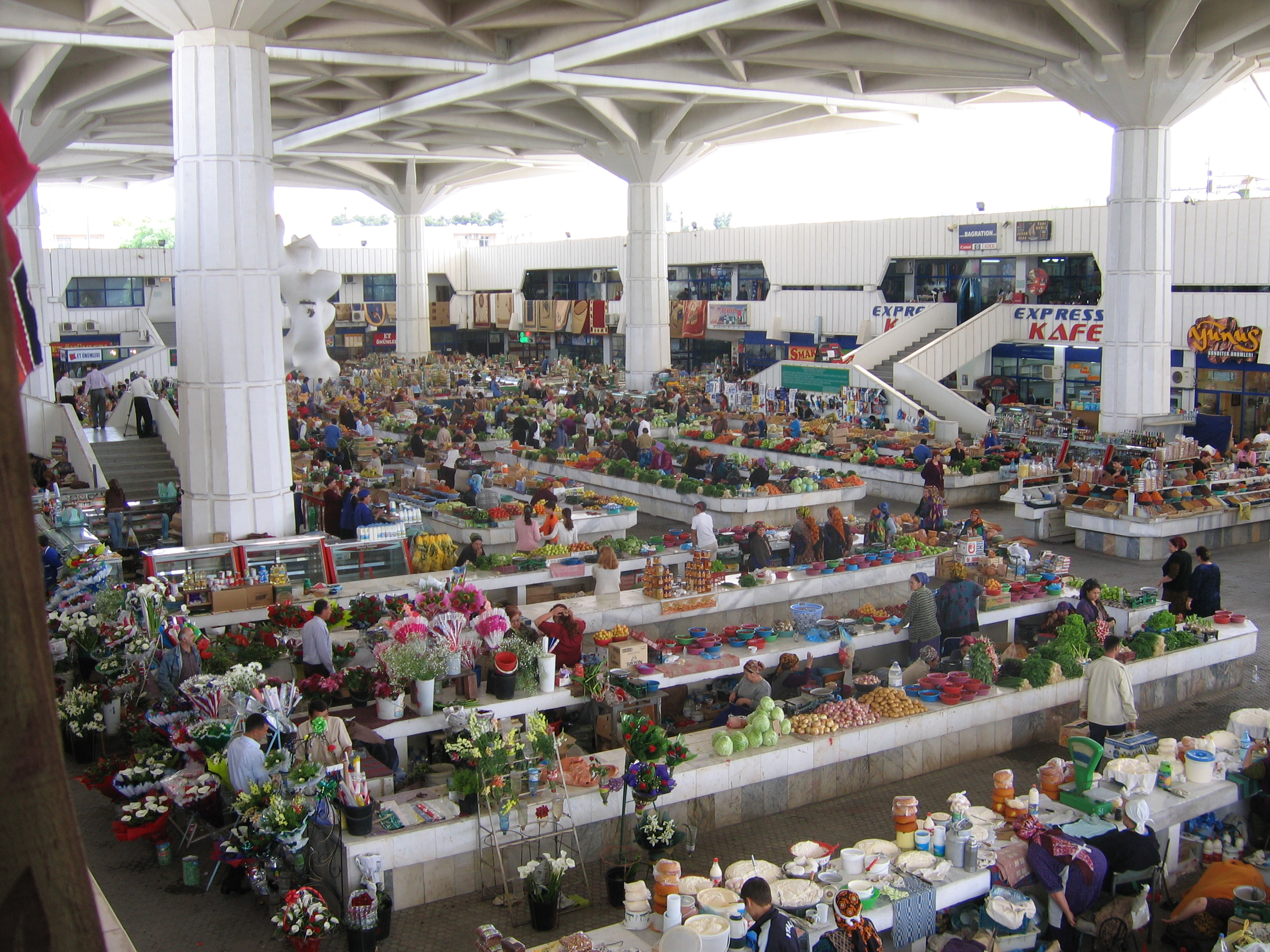

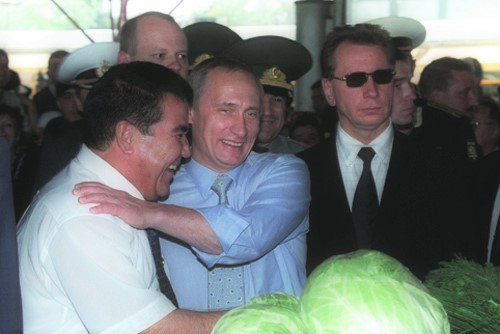
ولادیمیر پوتین و صفرمراد نیازف در بازار روسی.

بازار روسی (به ترکمنی: Rus bazary, Рус базары) یا مرکز خرید گلستان (به ترکمنی: Gulistan söwda merkezi,  Гулистан сөвда меркези) در شهر عشق‌آباد، پایتخت ترکمنستان واقع شده و یکی از بزرگ‌ترین و قدیمی‌ترین بازارهای سرپوشیده در ترکمنستان است. این بازار در مرکز شهر واقع شده‌است. «بازار روسی» در دورهٔ ۱۹۷۲ تا ۱۹۸۲ توسط معمار روس، ولادیمیر ویسوتین، به همراه سایر ساختمان‌هایی که در «برنامهٔ بازسازی عشق‌آباد ۱۹۷۰–۱۹۸۰» گنجانده شده بودند، ساخته شد. 
این ساختمان به سبک مدرن‌گرایی شوروی ساخته شده و توسط مجسمه‌ساز ترکمن، قلیچ یارمحمدوف، تزئین شده‌است که بنای ساختمان را با یک مجسمهٔ انتزاعی باشکوه در یکی از گوشه‌های آن مزین کرده‌است. با وجود ظهور فروشگاه‌ها و مراکز خرید جدید در عشق‌آباد، بازارها همچنان در میان مردم محلی و گردشگران محبوب هستند و هیئت‌های خارجی به‌طور مرتب از آن‌ها بازدید می‌کنند. انواع کالاهای موجود در این بازار بسیار زیاد است و همچنین دارای مغازه‌ها و رستوران‌هایی نیز می‌باشد. در سال ۲۰۰۱ توسط شرکت ترکیه‌ای «اکول» بازسازی شد و غرفه‌ها، مغازه‌ها و رستوران‌های آن به‌روز شدند. نمای بیرونی این مجموعه با سنگ مرمر سفید پوشانده شده‌است. در سال ۲۰۰۷، در بخش پوشاک بازار، آتش‌سوزی رخ داد.